# Бекство из затвора: Завера
Бекство из затвора: Завера (енгл. Prison Break: The Conspiracy) акционо-авантуристичка је видео-игра заснована на првој сезони Фоксовое телевизијске драмске серије Бекство из затвора. Изашла је 2010. године, са подршком за платформе Windows, PlayStation 3 и Xbox 360; развио ју је ZootFly, издао Deep Silver, а дистрибуисали Koch Media и SouthPeak Games.

## Радња
Бекство из затвора: Завера базира се на догађајима из прве сезоне Фоксове драме о осуђеницима и њиховом бекству. Међутим, уместо да играч управља главним ликом Мајклом Скофилдом, у руке му је дата контрола над накнадно измишљеним и инкорпорисаним ликом Томом Пакстоном, тајним агентом који ради за криминалну организацију „Компанију” и који мора да на свом тајном задатку као затвореник у Државном затвору „Фокс риверу” осигура извршење електрокуционог поступка односно погубљење невино оптуженог и затвореног Линколна Бароуза.
Игрица је подељена у девет релативно кратких и лако решивих поглавља, од којих свако представља део праве приче која је испраћена у оригиналној ТВ серији Бекство из затвора.
Гласове Линколну Бароузу, Мајклу Скофилду, Џону Абруцију, Фернанду Сукреу, Бреду Белику, Теодору „Ти-Бегу” Бегвелу и Бенџамину Мајлсу „Стотки” Френклину посудили су оригинални глумци из ТВ серије: Доминик Персел, Вентворт Милер, Петер Стормаре, Амори Ноласко, Вејд Вилијамс, Роберт Непер и Рокмонд Данбар, редом. Игрица може да се игра и на немачком и француском језику, а гласове поменутим ликовима позајмиле су друге особе.

## Излазак
Игра је премијерно у продају пуштена 19. марта 2010. године у Немачкој, а недељу дана после изашла је и у Уједињеном Краљевству и остатку Европе; у Сједињеним Америчким Државама, Канади и остатку Северне Америке изашла је 30. марта 2010. године (Xbox 360 верзија дан после); у Аустралији је пуштена у продају 12. априла 2010. године, а у Русији тек 20. маја 2010. године.
Игрица је била у развоју за PlayStation 3 платформу те Xbox 360 играчку конзолу и првобитно је планирано да изађе фебруара 2009. године, али пошто се Brash Entertainment угасио овај план је пропао. Међутим, словеначки девелопер ZootFly наставио је са развијањем игрице и из сопствених фондова финансирао пројекат целих 13 месеци. Када је игрица била „угланцана” и скоро завршена, преузео је нови издавач — .

## Критика
Игрица је добила генерално непожељан одзив, са оценама Метакритика 42/100 и 40/100 за PlayStation 3 и Xbox 360 верзије редом.
Дејли телеграф описао је игрицу као „бедан неуспех у сваком аспекту”, те дао мизерну оцену 2/10. Мартин Јанк из Гејминг Екс-пија рекао је следеће: „Бекство из затвора: Завера нуди занимљиву авантуру за фанове серије и играче који немају проблем са линеарношћу. Чак и ако се прихвати да је игра [испод]просечна, сам наслов осигурава неколико сати забаве.”
Том Шеј из Гејмспота каже да Бекство из затвора: Завера болује од „страховито недоследног -ја” и „троме контроле”, између осталих проблема, док стручњаци из званичног магазина Xbox УК комично закључују свој резиме игрице речима „Ако сте фан Бекства из затвора, зашто не узети у обзир обрачун са неким странцима и доспевање у прави затвор? Завршићете осећајући се маргинално мање повређеним него када бисте играли овај псећи измет [у смислу повезаности са серијом]...”, дајући игри у коначници оцену 3/10.